# Régine Deforges
Régine Deforges (15 de agosto de 1935 - 3 de abril de 2014) fue una escritora francesa, editora, directora y dramaturga.
Nacida en Montmorillon, Vienne, también es a veces llamada "alta sacerdotisa de la literatura erótica francesa". Deforges fue la primera mujer en poseer y operar una editorial en Francia. A través de los años, ha sido censurada, perseguida, y fuertemente multada por publicar literatura "ofensiva" (Louis Aragon: Coño de Irene).
Una de sus novelas, La Bicyclette bleue ("La bicicleta azul"), publicada en 1981, fue el mayor éxito de ventas de Francia. En 2000, se convirtió en una serie de televisión. Una historia de amor, obsesión, y supervivencia ambientada durante la destrucción de la Segunda Guerra Mundial, se convirtió en una exitosa serie de siete libros. Mientras escribía el diario comunista, L'Humanité, fue acusada de defender a un falso judío quien fue realmente antisemita, Israel Shamir.
Anteriormente fue presidenta de la Société des Gens de Lettres de Francia y miembro del jurado del Premio Femina.
Deforges vivió en París.

### Novelas y cuentos
- O m'a dit ("O Told Me"), conversations with the author of Story of O (1975)
- Blanche et Lucie ("Blanche and Lucie"), short story about her two grandmothers (Fayard, 1976)
- Le Cahier volé ("The Stolen Folder"), short story partly inspired by a childhood spent at the École Saint-Martial de Montmorillon (Fayard, 1978)
- Les Contes pervers ("Perverted Tales"), her first erotic work (1980), later adapted for cinema
- La Révolte des nonnes ("The Nuns' Revolt", Fayard, 1981), adapted for television as L'Enfant des Loups ("Child of Wolves") in 1991
- Les Enfants de Blanche ("Blanche's Children"), a sequel to Blanche et Lucie (1982)
- Sur les bords de la Gartempe ("On the Banks of the Gartempe"), comprising Blanche et Lucie, Les Enfants de Blanche and Le Cahier volé
- Lola et quelques autres ("Lola and a Few Others"), short story collection (Fayard, 1983)
- L'Orage, ("The Storm", Éditions Blanche, 1986)
- Pour l'amour de Marie Salat ("For Love of Marie Salat", Albin Michel, 1987)
- Sous le ciel de Novgorod ("Under the Skies of Novgorod", Fayard, 1989)
- Troubles de femmes ("Women's Troubles"), short story (Éditions Spengler, 1994)
- Journal d'un éditeur ("An Editor's Journal")
- Rencontres ferroviaires ("Railroad Meetings", Fayard, 1999)
- La petite fille au manteau rose ("The Little Girl in the Pink Jacket"), short story in Chemin faisant, a collection of stories set on public transport (Le Serpent à plumes, 2001)
- La Hire, ou la colère de Jeanne ("La Hire, or the Fury of Joan"), historical novel about Joan of Arc
- Le collier de perles ("The Pearl Necklace", Albin Michel) ISBN 2-226-15510-4 / 2006: Le Livre de Poche (LGF) ISBN 2-253-11767-6:: 2004

#### La Bicyclette bleue
- 1981: La Bicyclette bleue ("The Blue Bicycle", Fayard) / 1987: Le Livre de Poche (LGF)
- 1983: 101, avenue Henri Martin ("No. 101, Henri Martin Avenue", Fayard) / 1987: Le Livre de Poche (LGF)
- 1985: Le Diable en rit encore ("The Devil's Still Laughing About It", Fayard) / 1988: Le Livre de Poche (LGF)
- 1991: Noir tango ("Black Tango", Fayard) / 1993: Le Livre de Poche (LGF)
- 1994: Rue de la Soie ("Silk Road", Fayard) / 1996: Le Livre de Poche (LGF)
- 1996: La Dernière colline ("The Final Hill", Fayard) / 1999: Le Livre de Poche (LGF)
- 1999: Cuba libre! ("To the Freedom of Cuba!", Fayard) / 2001: Le Livre de Poche (LGF)
- 2001: Alger, ville blanche ("Algiers, White City", Fayard) / 2003: Le Livre de Poche (LGF)
- 2003: Les Généraux du crépuscule ("The Generals of Twilight", Fayard) / 2005: Le Livre de Poche (LGF)
- 2007: Et quand vient la fin du voyage ("And When the Trip is Over", Fayard)

### Ensayos
- Entre femmes ("Among Women", Éditions Blanche/Robert Laffont 1999)
- Fragments ("Fragments", France Loisirs, 1997)
- Les Non-dits de Régine Deforges ("My Taboos", Stock, 1997)
- Roger Stéphane ou la passion d’admirer ("Roger Stéphane, or the Drive to Admire", Fayard/Éditions Spengler, 1995)
- Camilo ("Camilo", Fayard, 1999)

### Antologías
- Les Cent plus beaux cris de femmes ("The Hundred Most Beautiful Cries of Women", Cherche-Midi Éditeur, 1980)
- La Chanson d’amour, petite anthologie ("The Love Song", Éditions Mango-Images, 1999)
- Poèmes de femmes ("Poems by Women", Cherche-Midi Éditeur, 1993)

### Cuentos mitológicos
- Léa au pays des dragons, ("Léa in the Land of Dragons", 1982)
- L’Apocalypse de saint Jean ("The Apocalypse of St John", Éditions Ramsay, 1985)
- L’Arche de Noé de grand-mère ("Grandmother's Noah's Ark", Éditions Calligram, 1995)
- Léa au pays des dragons (réédition par Nathan, 1991)
- Léa et les diables ("Léa and the Demons", Seuil, 1991)
- Léa et les fantômes ("Léa and the Ghosts", Seuil, 1992)
- Le Couvent de sœur Isabelle ("The Convent of Sister Isabelle", Seuil, 1992)
- Les Chiffons de Lucie ("Lucie's Scraps", Éditions Calligram, 1993)
- Les Poupées de grand-mère ("Grandmother's Dolls", Stock, 1994)

## Filmografía
- Les Filles de madame Claude ("The Daughters of Mme Claude", director, 1980)